# Мерджан (квартал на Истанбул)
„Мерджан“ (на турски: Mercan) е квартал на Истанбул, разположен в градска околия Фатих. Общата му площ е 0,083 км2. Според данни на Адресната система за регистриране на населението (ABPRS) към 2024 г. населението на „Мерджан“ е 100 жители.